# Pedro Pompilio
Pedro Pompilio (Bernal, 11 de novembro de 1950 - Bernal, 30 de outubro de 2008) foi um diretor esportivo e presidente do Club Atlético Boca Juniors. Ele iniciou o seu mandato em 4 de Dezembro de 2007 e encerrou o mesmo na data em que morreu, 30 de Outubro de 2008, por problemas no coração. Ele foi o segundo Vice-Presidente da Asociación del Fútbol Argentino.